# Besselsleigh
Besselsleigh – wieś w Anglii, w hrabstwie Oxfordshire, w dystrykcie Vale of White Horse. Leży 8 km na południowy zachód od Oksfordu i 88 km na zachód od Londynu. W 2001 miejscowość liczyła 87 mieszkańców.